# Botocudo
Botocudo (porodica) je porodica indijanskih jezika i plemena iz istočnog Brazila, raspršena u vrijeme kolonizacije Brazila po velikom području današnjih država Espírito Santo, Santa Catarina, Minas Gerais, i Bahia. 
Porodica obuhvaća Indijance Aymoré (Aimoré) ili Botocudo, poznati i kao Borun, podijeljenih na više lokalnih skupina pod imenima: Prajé (Pragé; ovi su iz Pernambuca), Takruk-krak (Takrukrak), Crecmum (Krekmún, iz Bahije), Etwét (Ituêto; iz Minas Geraisa), Futi-krak, Gerén (Gueren; iz Bahije), Gut-Craque (Gutucrac; iz Minas Geraisa), Mekmek (iz Minas Geraisa), Minyã Yirúgn (Minhagirun, Minhagiran; iz Espírito Santo), Nakrehê (Naque Erehê, Nacrehe; iz Minas Geraisa i Espirito Santa), Naque-namu, Naque-Nhepe i Naknianuk (Naknyanúk, Nacnhanuc; iz Minas Geraisa). 
Sam sebe Botokudi su nazivali imenom Engcraecknung, dok su ih Coropó nazivali Bokayú a Coroadosi Bochorinbaïsshuna. Ostali nazivi za njih su Abatirá i Avatirá.

## Vanjske poveznice
- Ethnologue (14th)
- Ethnologue (15th)

Ethnologue (16th)
- Botocudo